# ISA (sběrnice)
ISA je v informatice název pro sběrnici, která byla používána zejména pro IBM PC kompatibilní počítače (podle IBM PC) s 8bitovým mikroprocesorem Intel 8088, později i pro 16bitové počítače typu PC/AT s procesorem Intel 80286. ISA byla přímým předchůdcem sběrnice 32bitové sběrnice EISA (Extended Industry Standard Architecture). Byla nahrazena sběrnicemi IBM Micro Channel, VESA Local Bus, sběrnicí PCI a dalšími.

## Charakteristika
Odvození struktury AT sběrnice se stále používá u sběrnici PC/104 a interně se Super I/O čipy. Sběrnice ISA obsahovala adresovou část, která měla šířku 24 bitů a dokázala tedy adresovat až 16 MB paměti. Kromě paměti bylo možné obsluhovat maximálně 65536 vstupně/výstupních portů pomocí 16bitové I/O sběrnice. Datová část sběrnice měla šířku 16 bitů. Blokový přenos dat byl na počátku řešen tak, že řízení sběrnice převzalo externí zařízení. Později se využilo čtyř až osmi DMA kanálů. Přenos dat probíhal přes synchronní protokol a oscilátor měl časovou základnu 70 ns, což odpovídá taktovací frekvenci 14,285 MHz. Postupem času však byla na trhu ISA používající jednu z několika základních frekvencí – 4,77 MHz.
Rozšířená sběrnice pod názvem EISA spatřila světlo světa r. 1989. Oproti sběrnici ISA měla EISA 32 bitů vyhrazeno pro adresovou část i datovou. V současné době se nové základní desky obsahující ISA sloty nevyrábějí.

## Historie
ISA byla vyvinuta týmem pod vedením Marka Deana jako část IBM PC projektu v roce 1981. Vznikla jako 8bitový systém. Novější 16bitová IBM AT sběrnice byla představena v roce 1984.
V roce 1988 Gang of Nine navrhl 32bitovou EISA sběrnici a zpětně přejmenoval AT sběrnici na „ISA“, aby se zabránilo porušování ochranných známek na PC/AT počítači.
IBM navrhl 8bitovou verzi jako vyrovnávací rozhraní k vnější sběrnici procesoru Intel 8088 (16/8 bitů) používaného v originálním IBM PC a PC/XT a dále pak 16bitovou verzí jako upgrade pro externí sběrnici procesoru Intel 80286 používaného v IBM AT.
Proto sběrnice ISA byla synchronní s hodinami procesoru, dokud nebyly vyvinuty sofistikované vyrovnávací metody.
8bitová sběrnice běží na frekvenci 4,77 MHz (hodinová rychlost procesoru IBM PC a IBM PC/XT 8088), zatímco frekvence 16bitové sběrnice je provozována na 6 MHz nebo 8 MHz (jelikož dřívější procesor 80286 v IBM PC/AT počítačích běžel na 6 MHz a v pozdějších modelech na 8 MHz.)
IBM RT/PC také používal 16bitovou sběrnici. K dispozici byla u některých non-IBM strojů např. u Motoroly 68k.
V roce 1987 IBM nahradil AT sběrnici vlastním proprietárním Micro Channel Architecture (MCA) ve snaze znovu získat kontrolu nad PC architekturami a PC trhem. MCA měla mnoho funkcí, které se později objeví u PCI, který bude nástupcem ISA. MCA měla pevný standard, na rozdíl od ISA, kde IBM uvolnila specifikaci a dokonce i schéma zapojení obvodu. Systém byl daleko vyspělejší než AT sběrnice, proto výrobci počítačů reagovali s použitím EISA sběrnice a později s VESA Local Bus (VLB).
Ve skutečnosti VLB používá některé elektronické součástky původně určené pro MCA, protože výrobci komponentů je použili k jejich výrobě. Obě EISA a VLB sběrnice byly zpětně kompatibilní s AT (ISA) sběrnicí.
Uživatelé strojů založených na architektuře ISA museli vědět speciální informace o hardwaru, který přidávali k systému. Vzácností byla hrstka zařízení „plug‑n‑play“. Uživatelé často museli nastavit parametry při přidávání nového zařízení jako je IRQ, I/O adresu, nebo DMA kanál. MCA odstranila touto komplikaci.

## Technické informace
- Dříve označována jako AT bus.

Popis konektoru (anglicky)

- Zpětná kompatibilita s předešlou sběrnicí PC bus.
- Šířka přenosu:
  - 16 bitů pro data
  - 24 bitů pro adresu
- Maximální taktovací frekvence je 8MHz.